# Das ist Spitze!
Das ist Spitze! (eigene Schreibweise: Das ist SPITZE!) ist eine deutsche Spielshow, die von der Riverside Entertainment GmbH im Studio Berlin Adlershof produziert wird. Die erste Ausgabe wurde am 26. September 2013 gesendet. Moderiert wird die Sendung von Kai Pflaume. Die Show wurde nicht live gesendet, sondern zuvor live on tape aufgezeichnet.
Es war die Neuauflage der ehemaligen ZDF-Show Dalli Dalli, die von 1971 bis 1986 von Hans Rosenthal präsentiert wurde. Die Sendung lief mit ähnlichem Konzept bereits von 2011 bis 2013 im NDR. Mit dem Wechsel in Das Erste wurde der Name der Sendung von „Dalli Dalli“ in „Das ist Spitze!“ geändert, wobei in der Sendung weiterhin von Dalli Dalli gesprochen wurde. 2015 gab die ARD bekannt, dass vorerst keine weiteren Folgen geplant sind. Seit 2021 strahlt das ZDF das Format einmal jährlich im Dezember wieder selbst als Dalli Dalli aus.

## Team
Moderiert wurde die Sendung, wie schon die Neuauflage 2011 bis 2013 im NDR Fernsehen, von Kai Pflaume. Er wurde auch auf Wunsch der Familie des verstorbenen Erfinders Hans Rosenthal ausgewählt.
Pflaume stand eine Jury zur Seite, welche die Punkte addiert und überprüft, ob die Punkte regelkonform erspielt wurden. Sie bestand aus Tagesschau-Chefsprecher Jan Hofer und Debora Rosenthal, der Enkeltochter von Hans Rosenthal.

## Konzept
In jeder Show traten acht prominente Kandidaten in vier Zweierteams gegeneinander an. In den ersten beiden Runden spielten jeweils zwei Teams gegeneinander, im anschließenden Finale traten dann die beiden Gewinnerteams gegeneinander an.
Jede Runde begann mit einer Schnellraterunde, in der die beiden Kandidaten binnen einer Minute abwechselnd Antworten auf eine von Kai Pflaume vorgestellte Situation geben mussten. Für jede zur Aufgabenstellung passende Antwort erhielt das Team einen Punkt. Im Anschluss daran gab es vier Aktionsrunden, die neben immer wiederkehrenden Elementen, die bereits der Ursprungsvariante mit Hans Rosenthal enthalten waren, wie beispielsweise den Aktionsrunden „Dalli Tonleiter“ und „Dalli Fragebogen“ oder dem Ratespiel „Dalli Klick“, bei dem Bilder erraten werden mussten, auch von Show zu Show neu entwickelte Aktionsspiele beinhalteten.
Nach den ersten beiden Runden traten die jeweiligen Gewinnerteams im Finale gegeneinander an, das ebenfalls dem Aufbau der ersten beiden Runden ähnelt. Hier gab es jedoch ein abschließendes Finalspiel. Dabei fungierte ein Kandidat des Teams als menschliche Uhr, indem er eine bestimmte Aufgabe möglichst lange bewältigen muss, während der andere Kandidat in dieser Zeit möglichst viele Quizfragen beantwortet.
Jede Runde begann mit dem von Moderator Kai Pflaume ausgerufenen Startsignal „Dalli Dalli“, das trotz des geänderten Titels der Sendung beibehalten wurde.

## „Das war Spitze!“
Nach jedem Spiel hatte das Publikum im Studio die Möglichkeit, eine besondere Leistung von Kandidaten per Knopfdruck zu würdigen. Dies aktiviert ein Alarmsignal, woraufhin Pflaume stets rief: „Sie sind der Meinung, das war …“ Das Publikum rief „Spitze!“ laut mit und es gibt einen Sonderpunkt. Zum „Spitze!“ machte Kai Pflaume einen Sprung in die Luft, wobei das Bild für einen kurzen Moment eingefroren wird.

## Guter Zweck
Am Ende der Sendung addiert Debora Rosenthal alle von den Teams erspielten Punkte und setzt sie mit Euro gleich. Das erspielte Geld wird dann der Hans-Rosenthal-Stiftung gespendet, die unverschuldet in Not geratene Familien unterstützt. Kai Pflaume erklärt in jeder Sendung, welcher Familie das Geld speziell gespendet wird.

## Liste der Sendungen
| Folge | Datum      | Team 1                                                            | Team 2                                              | Team 3                                            | Team 4                                                | Team 5                                          | Team 6                                          |
| ----- | ---------- | ----------------------------------------------------------------- | --------------------------------------------------- | ------------------------------------------------- | ----------------------------------------------------- | ----------------------------------------------- | ----------------------------------------------- |
| 1     | 26.09.2013 | Florian Silbereisen Matthias Opdenhövel („Lampenfieber“)          | Jutta Speidel Stephanie Stumph („Leinwand“)         | Katarina Witt Henry Maske („Legenden“)            | Hans Sigl Francis Fulton-Smith („Leibärzte“)          |                                                 |                                                 |
| 2     | 03.10.2013 | Judith Rakers Ingo Zamperoni („Tagesgeschehen“)                   | Sandra Maischberger Steffen Hallaschka („Talkshow“) | Nora Tschirner Christian Ulmen („Tatort“)         | Kurt Beck Matthias Steiner („Tatkraft“)               | Anna Thalbach Thomas Kretschmann („Titelrolle“) | Anita Hofmann Alexandra Hofmann („Temperament“) |
| 3     | 10.10.2013 | Veronica Ferres Rolando Villazón („Stimme“)                       | Esther Schweins Heiner Lauterbach („Stichwort“)     | Guido Cantz Markus Maria Profitlich („Stimmung“)  | Christina Stürmer Dirk Steffens („Studio“)            |                                                 |                                                 |
| 4     | 16.01.2014 | Til Schweiger Luna Schweiger („Stammbaum“)                        | Linda Zervakis Jürgen von der Lippe („Studio“)      | Andreas Gabalier Stefanie Hertel („Stimmung“)     | Franziska van Almsick Johannes B. Kerner („Stoppuhr“) |                                                 |                                                 |
| 5     | 23.01.2014 | Howard Carpendale Rudi Cerne („Kult“)                             | Tim Mälzer Sasha („Kumpel“)                         | Anne Gesthuysen Frank Plasberg („Kamera“)         | Ben Becker Bettina Zimmermann („Kino“)                |                                                 |                                                 |
| 6     | 30.01.2014 | Barbara Schöneberger Anne Will („Locker“)                         | Horst Lichter Johann Lafer („Lecker“)               | Frank Elstner Jörg Pilawa („Legendär“)            | Marianne Hartl Michael Hartl („Lebhaft“)              |                                                 |                                                 |
| 7     | 04.12.2014 | Bastian Pastewka Michael Kessler („Komik“)                        | Marcel Reif Verona Pooth („Klappe“)                 | Armin Rohde Franziska Knuppe („Körper“)           | Christian Berkel Andrea Sawatzki („Klasse“)           |                                                 |                                                 |
| 8     | 11.12.2014 | Sabine Lisicki Oliver Pocher („Aufschlag“)                        | Andy Borg Pinar Atalay („Auftritt“)                 | Thomas Heinze Mariella Ahrens („Anziehungskraft“) | Kamilla Senjo Werner Schulze-Erdel („Ansage“)         |                                                 |                                                 |
| 9     | 18.12.2014 | Dietmar Bär Claudia Michelsen („Haftbefehl“)                      | Bernhard Hoëcker Andrea Kaiser („Hingucker“)        | Katrin Sass Katharina Wackernagel („Hauptrolle“)  | Matthias Steiner Axel Prahl („Haudegen“)              |                                                 |                                                 |
| 10    | 02.04.2015 | Gloria von Thurn und Taxis Alexander von Schönburg („Titelseite“) | Gerhard Delling Mike Krüger („Teufelskerle“)        | Anja Kling Jürgen Vogel („Talent“)                | Elton Fabian Hambüchen („Tatkraft“)                   |                                                 |                                                 |

## Quoten & Zuschauerzahlen
| Ausgabe | Datum         | Zuschauer Gesamt | 14 bis 49 Jahre | Marktanteil Gesamt | 14 bis 49 Jahre | Quelle        |
| ------- | ------------- | ---------------- | --------------- | ------------------ | --------------- | ------------- |
| 1       | 26. Sep. 2013 | 4,84 Mio.        | 1,04 Mio.       | 16,2 %             | 9,1 %           | [ 3 ] [ 4 ]   |
| 2       | 3. Okt. 2013  | 5,06 Mio.        | 1,11 Mio.       | 16,6 %             | 9,6 %           | [ 5 ] [ 6 ]   |
| 3       | 10. Okt. 2013 | 4,87 Mio.        | 0,98 Mio.       | 15,9 %             | 8,3 %           | [ 7 ]         |
| 4       | 16. Jan. 2014 | 3,69 Mio.        | 0,91 Mio.       | 11,8 %             | 7,9 %           | [ 8 ] [ 9 ]   |
| 5       | 23. Jan. 2014 | 3,91 Mio.        | 0,95 Mio.       | 12,2 %             | 7,8 %           | [ 10 ]        |
| 6       | 30. Jan. 2014 | 4,06 Mio.        | 0,86 Mio.       | 12,6 %             | 7,4 %           | [ 11 ]        |
| 7       | 4. Dez. 2014  | 3,15 Mio.        | 0,75 Mio.       | 10,5 %             | 6,9 %           | [ 12 ] [ 13 ] |
| 8       | 11. Dez. 2014 | 3,23 Mio.        | 0,76 Mio.       | 10,4 %             | 6,8 %           | [ 14 ] [ 15 ] |
| 9       | 18. Dez. 2014 | 3,61 Mio.        | 0,85 Mio.       | 11,7 %             | 7,8 %           | [ 16 ] [ 17 ] |
| 10      | 2. Apr. 2015  | 3,65 Mio.        | 0,73 Mio.       | 12,3 %             | 7,2 %           | [ 18 ] [ 19 ] |